# مکس شتنبک
 مکس شتنبک (انگلیسی: Max Steenbeck؛ زاده ۲۱ مارس ۱۹۰۴ درگذشته ۱۵ دسامبر ۱۹۸۱) یک فیزیک‌دان اهل آلمان بود.